# Az Igazság Ligája – Harc a légióval
Az Igazság Ligája: Harc a légióval (eredeti cím: Lego DC Comics Super Heroes: Justice League – Attack of the Legion of Doom) 2015-ben bemutatott amerikai 3D-s számítógépes animációs film, amelynek a rendezője Rick Morales, az írója Jim Krieg, a zeneszerzője Tim Kelly. A DVD-film a Warner Bros. Animation, a Lego Csoport és a DC Comics gyártásában készült, a Warner Home Video forgalmazásában jelent meg. Műfaját tekintve filmvígjáték.
Amerikában 2015. augusztus 25-én adták ki DVD-n, Magyarországon pedig egy nappal később, 2015. augusztus 26-án szintén DVD-n.

## Szereplők
| Szereplő | Eredeti hang             | Magyar hang         |
| --- | ------------------------ | ------------------- |
| Batman | Troy Baker               | Welker Gábor        |
| Marsbéli Embervadász | Dee Bradley Baker        | Varga Rókus         |
| Denevér | Dee Bradley Baker        | Sörös Miklós        |
| Lex Luthor | John DiMaggio            | Tarján Péter        |
| Joker | John DiMaggio            | Kerekes József      |
| Csodanő | Grey DeLisle             | Nagy-Németh Borbála |
| Lois Lane | Grey DeLisle             | Járó Zsuzsa         |
| Sinestro | Mark Hamill              | Kárpáti Levente     |
| Bűvész | Mark Hamill              | Jakab Csaba         |
| Zöld Lámpás | Josh Keaton              | Csőre Gábor         |
| Pingvin | Tom Kenny                | Rosta Sándor        |
| Superman | Nolan North              | Czvetkó Sándor      |
| Kiborg | Khary Payton             | Szabó Máté          |
| Fagy Kapitány | Kevin Michael Richardson | Lippai László       |
| Grodd Gorilla | Kevin Michael Richardson | Törköly Levente     |
| Fekete Manta | Kevin Michael Richardson | Bognár Tamás        |
| Párducnő | Cree Summer              | Czirják Csilla      |
| Villám | James Arnold Taylor      | Bozsó Péter         |
| Lane tábornok | James Arnold Taylor      | Forgács Gábor       |
| Darkseid | Tony Todd                | Barbinek Péter      |
| További magyar hangok |                          |                     |
| Bárány Virág, Berecz Kristóf Uwe, Bordás János, Fehérváry Márton, Galambos Péter, Hertz Péter, Katona Zoltán, Kis-Kovács Luca, Németh Attila, Seder Gábor, Szabó Endre, Téglás Judit |                          |                     |